# 三木市立自由が丘中学校
三木市立自由が丘中学校（みきしりつじゆうがおかちゅうがっこう）は兵庫県三木市にある公立中学校。

## 概要
東自由が丘や中自由が丘などの住宅街を抜けた先にある。付近は水田や森林が多く、非常に自然が豊かな場所となっている。
神戸電鉄粟生線より徒歩25分、最寄りのバス停までは徒歩10分と、交通の便にはあまり恵まれていない。しかし、最寄りのバス停である「東自由が丘3丁目」からは神姫バスから恵比須快速線(恵比須駅〜三宮バスターミナル)や神姫ゾーンバスなどのコミュニティバスなどが多く走っているためアクセスはそこそこ良好である。
なお、生徒は公共交通やタクシーなどでの通学を禁止しており、傷病などの特別な事情がある場合のみ車で通学することが出来る
学校内では学年を識別するために上靴に学年ごとに色が付与されている。色は3色あり赤、青、黄色がある。2025年度では、
第一学年が黄色。第二学年が赤色。第三学年では青色となっている。
第三学年(黃色)が卒業した場合、次の新入生に同じ黄色が付与されるという形でループしている。

## 歴史
1983年(昭和58年)4月1日に三木市立三木中学校と三木市立緑が丘中学校から分離して開校される。校歌も同じぐらい制定された。
1984年(昭和59年)2月27日には、校歌の発表会も開催された。
1988年(昭和63年)度には校庭の西側に11もの部室が竣工される。しかしながら現在では廃止された部活も多くあるため、使用されていない部室は体育授業の用具入れとなっている場合がほとんどである。
2002年(平成14年)9月6日には校訓である「自尊 共生 創造」が制定され、校門には校訓が刻まれた銘板が設置された。
2013年(平成25年)度には、全学年の1組横の教室(空き部屋)を改造し、指導室とした上で、エレベーターを竣工させた。

## 部活動

### 運動部
- 陸上部
- サッカー部
- 男子ソフトテニス部
- 女子ソフトテニス部
- バレーボール部
- バスケットボール部
- 剣道部
- 卓球部

### 文化部
- 吹奏楽部
- 創作動画部
- 家政部

### 廃止された部活動
- 水泳部(三木中学校と共同で活動)
- 野球部(部員がいなくなったことによって廃部)

## 学校生活

### 日常
完全週休2日制（部活動の活動期間を除く）で、生徒の出身は中自由が丘や東自由が丘を中心に朝日が丘までに広がっているが、自由中自体が学区内でかなり南よりの場所にあり、近くに住宅がなく、北から通学するには不便であるが学校への自転車通学は許可されていない。したがって、生徒の通学形態は徒歩のみ。
昼食は給食。缶の持ち込みが禁止されているため、生徒の飲料水はすべてペットボトルか水筒である。
体育の授業については、現在はまだ更衣室が整備されていないので男子は多目的室、女子は更衣室で更衣をする等さまざまな配慮がなされている。

### 学業
課題テストやミニテストを含めた小規模なテストはおよそ月に一回の割合で実施される(教科ごとに違う場合がある)
夏休み等の長期休暇に出される宿題も、全教科を含めると、7を超えるほどの数で、きちんと予定をたてて消化しなければ終らない。補習は教科ごとに違うものの、大体の教科では成績が悪い場合などに長期休暇中の補習が実施される

### 進路
- 兵庫県立三木高等学校
- 兵庫県立三木北高等学校
- 兵庫県立三木東高等学校
- 兵庫県立吉川高等学校
- 兵庫県立小野高等学校
- 兵庫県立小野工業高等学校
- 滝川高等学校
- 滝川第二高等学校
- 神戸国際大学附属高等学校
- 神戸弘陵学園高等学校
- 育英高等学校
- 須磨学園高等学校

## 施設

### 校内の施設
- 校舎…4階建ての校舎棟と3階建ての管理棟に体育館がある。
- 体育館…グラウンドの直ぐ横に建てられている。上靴で入ることは禁止で、原則、学校販売の体育館シューズで入る。
- 図書室…管理棟3階に位置する。放課後の15分間に限って開放されている。
- 屋上…屋上は立ち入り禁止である。落下防止用の柵があり、校舎棟のみにある。
- トイレ…一般的な学校のトイレであり、バリアフリー対応のトイレも1つ設置されている。近年改修が施された。
- 部室…主な運動部の部室はグラウンドの西に位置する。
- グラウンド…公立校にしては大きくグラウンド状況も非常によい。陸上部やサッカー部、テニス部などの練習場所である。
- 生徒会室…生徒会関係者以外は立ち入り禁止になっている。生徒会関係者の会議などで使用されている
- 被服室…管理棟2階に位置する。家庭科の裁縫の勉強などで利用する。また、家政部の活動場所でもある。
- 調理室…被服室の隣に位置する。家庭科の調理実習などはここで行う。
- 第一音楽室…管理塔3階に位置する。歌やリコーダーのテストなどで使用することが多い。吹奏楽部の活動場所の一つ。
- 第二音楽室…第一音楽室の隣に位置する。吹奏楽部の活動の一つ。
- 第一美術室…本館の1階に位置する。美術の授業で使われる。
- 第二美術室…本館の3階に位置する。美術の授業はここで行う。また、創作動画部の活動場所でもある。
- 第一理科室…管理塔2階に位置する。理科の授業にて使用される。
- 第二理科室…第一理科室の隣に位置する。理科の授業にて使用される
- 木工室…本館1階に位置する。技術の授業で木材を扱う際は、ここの教室が使われる。
- 金工室…本館2階に位置する。技術の授業で金属を扱う際は、ここの教室が使われる。
- プール…体育館の直ぐ横にある。更衣室も完備されている。
- テニスコート…グラウンドの南側に2面ある。部活動で使用する。

## おもな学校行事
- 離任式…4月初旬に行われる。
- 修学旅行…例年６月中旬に行われる。
- オープンスクール…1学期に1回程度、定期的に行われる、保護者が授業を参観できる行事。
- 体育祭…クラス対抗の点数制。生徒会が競技を立案し、審判表彰まで自分達の手で行うという「生徒会種目」や、自由中独特の縄跳び「ロープスキッピング」がある。
- 文化祭…特別参加が一番盛り上がる。この中でもダンスが特に盛り上がる。
- 合唱祭…各学年のクラス対抗で、先生が選曲した課題曲が歌われる。
- 野外活動…5月のはじめに1年生が二泊三日で行う。例年ハチ高原で開催される。
- 卒業式…例年、公立の入学試験直前に行われる。会場は体育館、２年生は全員参加で、校歌を歌う。3年生はその年の合唱祭の課題曲を歌う

## 生徒の人数
生徒の人数は年々減少してきており、最盛期には全12クラス、1000人以上もの生徒が所属していたものの、現在では4クラスで300人ほどの生徒が在籍している

### 学年別の生徒の人数
- 第一学年:3クラス 116人
- 第二学年:4クラス 127人
- 第三学年:3クラス 115人

## 著名卒業生
- 坪井湧也 - サッカー選手
- 野間峻祥 - プロ野球選手

## 周辺施設
- 三木市立自由が丘小学校
- 三木市立自由が丘東小学校
- 三木市立自由が丘幼稚園
- 山陽病院

## 周辺の道路
- 兵庫県道38号三木三田線
- 兵庫県道514号志染土山線

## 通学区域が隣接している学校
- 三木市立緑が丘中学校
- 三木市立三木東中学校